# Malte Urban

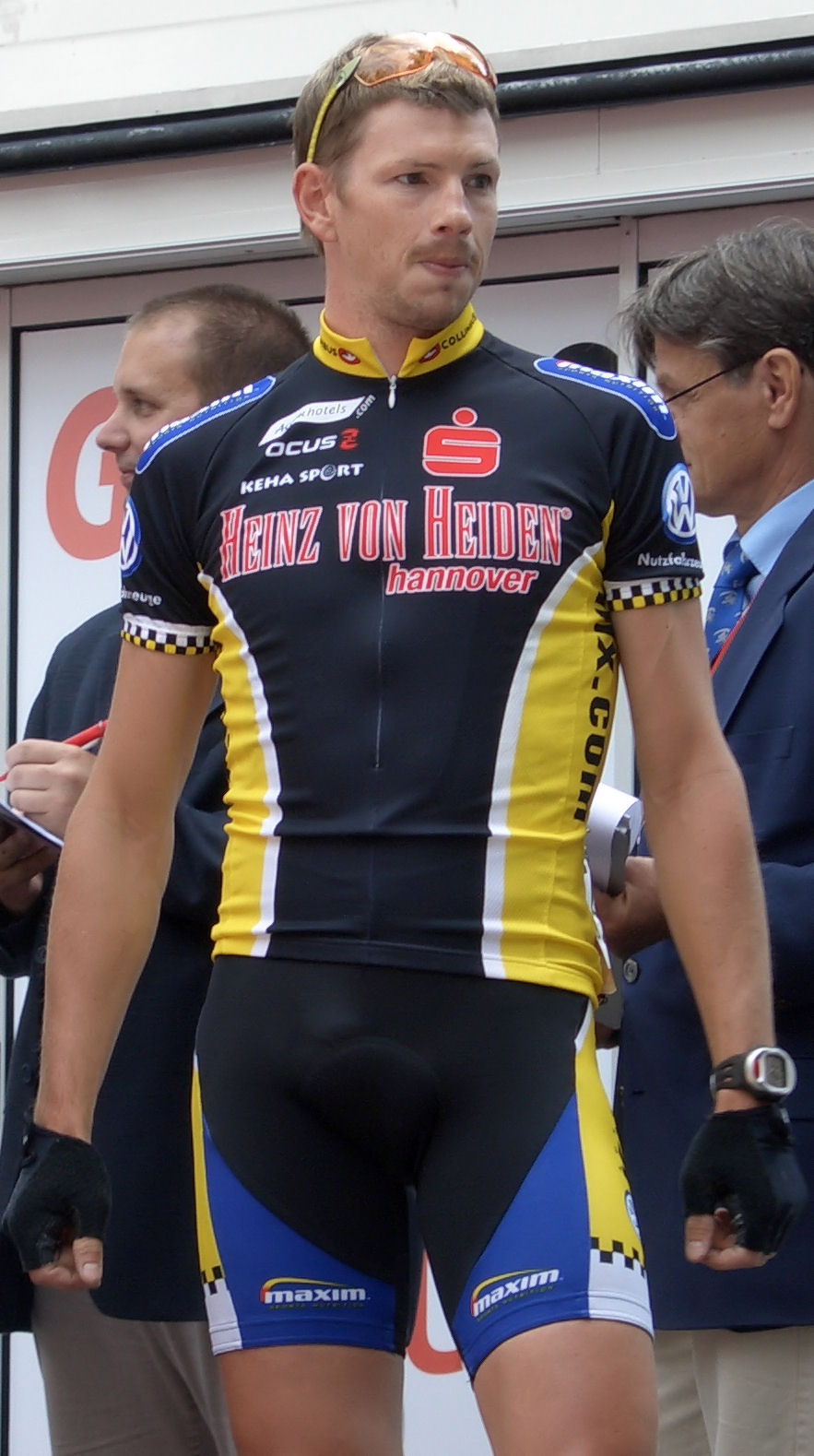
Malte Urban (2006)

Malte Urban (* 14. Dezember 1974 in Herford) ist ein ehemaliger deutscher Radrennfahrer.
Malte Urban war in seiner aktiven Zeit einer der wenigen deutschen Allrounder, der sowohl auf der Straße, als auch bei Querfeldeinrennen und auf dem Mountainbike erfolgreich war. Mehrfach startete er für den Bund Deutscher Radfahrer bei den UCI-Weltmeisterschaften im Querfeldeinrennen. Der 15. Platz 2006 war dabei sein bestes Resultat.
Von 2000 bis 2003 fuhr er im Team Coast und startete 2002 beim Giro d’Italia und belegte Platz 134 in der Gesamtwertung.
Im Nachfolgeteam Team Bianchi fuhr Urban erfolgreich an der Seite von Jan Ullrich. Dem Teamwechsel von Jan Ullrich zum Ende der Saison folgte die Auflösung vom Team Bianchi. Malte Urban beendete daraufhin seine Straßen-Karriere und kehrte in den Offroad-Bereich zurück.
Sein letztes Rennen als Cross-Profi bestritt Urban am 31. Dezember 2008 in Herford-Eickum beim Silvester-Cross am Elisabethsee.

## Erfolge
2000
- Deutscher Meister Querfeldeinrennen

2003
- Bergwertung Bayern-Rundfahrt

2004
- Deutscher Meister Querfeldein-Rennen

2007
- Frankfurter Rad-Cross

2008
- Deutscher Meister Querfeldein-Rennen